# Terence Trent D'Arby
Sananda Maitreya, nato Terence Trent Howard e noto ai più come Terence Trent D'Arby (New York, 15 marzo 1962), è un cantautore e polistrumentista statunitense.
Artista facilmente riconoscibile per il peculiare timbro vocale, che ricorda quello roco di Sam Cooke, Sananda scrive, produce e arrangia tutti i suoi album e vi suona la maggior parte degli strumenti.

## Nomi
Sananda Maitreya viene registrato all'anagrafe con il nome di Terence Trent Howard, prendendo il cognome da quello della madre Frances Howard. Il suo nome artistico Terence Trent D'Arby viene dall'aver messo un apostrofo al cognome del suo padre adottivo, James Benjamin Darby. Il nome Sananda Maitreya gli fu annunciato in una serie di sogni nel 1995 che gli fecero decidere di dare una svolta alla sua vita e decise di cambiare nome per proteggere l'integrità della sua arte. Dal 4 ottobre 2001 Sananda Maitreya è sia il suo nome legale che artistico. Come dichiarato in numerose interviste, l'artista ha molto rispetto per la sua discografia ed il suo lavoro con il nome Terence Trent D'Arby, ma quel nome ad oggi rimane un problema tutte le volte che qualcuno lo chiama così perché fa affiorare alla memoria i traumi che gli ha creato. I suoi fan rispettano questa richiesta e lo supportano chiamandolo esclusivamente Sananda Maitreya.

## Biografia

### Primi anni
Sananda è nato a Manhattan, New York e dopo essersi diplomato alla DeLand Florida High School e aver lasciato l'università, si è  arruolato nella United States Army di stanza in Germania. Nel 1985 è stato però espulso dall'esercito per diserzione.
Durante il periodo in Germania ha collaborato con la band The Touch, della quale è stato il cantante, pubblicando del materiale chiamato Love On Time (1984) che è stato ripubblicato cinque anni più tardi del suo successo internazionale, col titolo Early Works. Nel 1984 prende parte in qualità di attore al film tedesco Schulmädchen '84,  diretto da Nikolai Müllerschön. Nel 1986 ha lasciato la Germania per recarsi in Inghilterra, dove per un breve periodo ha collaborato nella band The Bojangles, per poi firmare un contratto come artista solista.

### Come Terence Trent D'Arby
L'album d'esordio, Introducing the Hardline According to Terence Trent D'Arby, uscito nel 1987, è il suo lavoro musicale più conosciuto. L'album, che contiene hits come If You Let Me Stay, Wishing Well, Dance Little Sister, Sign Your Name e Rain, ha venduto più di un milione di copie i primi 3 giorni della sua uscita, e le vendite totali superarono i 14 milioni di copie. Grazie a questo album l'allora Terence Trent D'Arby vinse un Grammy Award nel marzo del 1988 per la categoria Best R&B Vocal Performance, Male. Nello stesso anno ottenne 3 nomination per: migliore album dell'anno (Introducing the Hardline According to Terence Trent D'Arby), migliore singolo (Wishing Well), e migliore nuovo artista. La sua Frankie and Johnny viene utilizzata come colonna sonora nel film del 1991 Paura d'amare.
Il percorso artistico di Terence Trent D'Arby dopo il successo divenne più sperimentale, con la pubblicazione del suo secondo album Neither Fish nor Flesh (1989). Il disco fu molto apprezzato dai fan totalizzando più di due milioni di copie vendute. Nel 1992 prende parte alla serie televisiva diretta da Edgar Reitz Heimat 2 - Cronaca di una giovinezza.
Nel 1993 l'artista si trasferì a Los Angeles, pubblicando il suo terzo album, Symphony or Damn. Questo disco proseguiva la ricerca del precedente, con canzoni come Frankie and Johnnie (colonna sonora dell'omonimo film con Michelle Pfeiffer e Al Pacino) e la canzone Delicate. L'album annovera canzoni come She Kissed Me e la ballata Let her Down Easy. L'album godette ottime recensioni e numerosi passaggi nella stazioni radio di tutto il mondo.
Nel 1995 l'artista fece uscire Vibrator, che seguì musicalmente il percorso già aperto da Symphony or Damn. L'album ebbe buon successo e attenzione da parte del pubblico anche grazie al tour mondiale che fece tra il 1995 e il 1996.
Negli anni novanta la relazione con la sua casa discografica Columbia Records si indebolì al punto che nel 1996 D'Arby decise di lasciare. A questo seguì un periodo con la Java Records, durante il quale registrò un nuovo progetto che doveva intitolarsi Terence Trent D'Arby's Solar Return, ma che non fu mai pubblicato. Nel 2000 comprò i diritti del suo ultimo progetto e si liberò dai vincoli della casa discografica, lasciandola unitamente al suo team manageriale, il Lippman Entertainment.
Nel 1999 venne per breve tempo ingaggiato dal gruppo australiano degli INXS in sostituzione dello scomparso Michael Hutchence e l'anno seguente per celebrare l'apertura dei Giochi della XXVII Olimpiade a Sydney. Sempre nel 1999 recita anche nel film Clubland, diretto da Mary Lambert. Lo stesso anno ottiene inoltre il ruolo di Jackie Wilson nel film per la televisione statunitense Shake, Rattle And Roll.

### Come Sananda Maitreya
In seguito a una serie di sogni ricorrenti, l'artista adottò il nome di Sananda Maitreya. Per suggellare il cambiamento, al quale teneva molto, ottenne il riconoscimento legale del nuovo nome il 4 ottobre 2001.
Nel 2001 Maitreya si trasferì in Europa, a Monaco, dove iniziò un nuovo percorso da artista indipendente, creando una propria etichetta denominata TreeHouse Pub. Il 2001 segnò anche l'uscita dell'album Wildcard. Inizialmente scaricabile gratuitamente dal sito ufficiale dell'artista, l'album ricevette un grande appoggio dalla critica internazionale e in Italia in particolare per il suo singolo, la canzone O Divina. All'inizio del 2002 Maitreya si trasferì a Milano, dove si sposò nel 2003 con l'italiana Francesca Francone, e iniziò il suo sesto progetto, Angels & Vampires - Volume I. L'artista scelse inizialmente di pubblicare sul sito ufficiale il progetto in capitoli, man mano che le registrazioni proseguivano per poi farlo uscire il 29 giugno 2005 in formato Mp3.

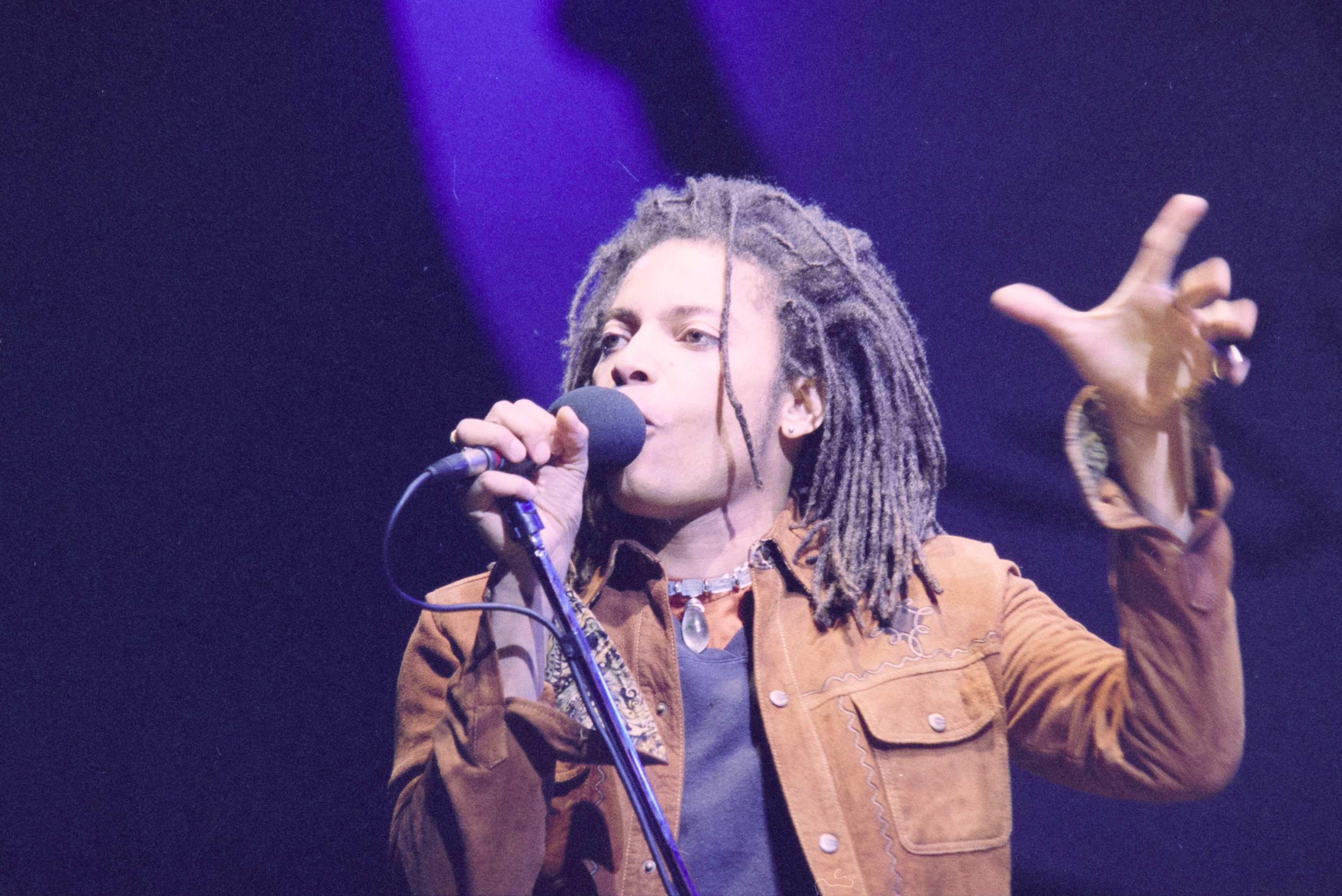
T.T. D'Arby, Haarlem, 2003

Nel luglio 2005 Maitreya iniziò il secondo volume del progetto: Angels & Vampires - Volume II, proseguì con successo la divisione in capitoli. Il 29 aprile 2006 il secondo volume masterizzato viene pubblicato su webshop. L'album Angels & Vampires contiene 40 canzoni, tra cui una cover di Angie, omaggio ai Rolling Stones. Il genere dell'album è l'autodefinito Post Millennium Rock. Maitreya ha suonato tutti gli strumenti durante le registrazioni e ha interamente prodotto, scritto e realizzato da solo l'intero progetto.
Dopo il tour europeo del 2007, seguirono nuovi concerti nel 2008 e la partecipazione televisiva al concerto di Natale 2008. Oltre agli album di studio Sananda ha pubblicato dal 2007 al 2012, 4 live albums: Influenza in Firenze, Camels At The Crossroads, Lovers & Fighters, Confessions of a Zooathaholic; una selezione dei migliori brani dei concerti live e dei tour eseguiti nello stesso anno.
Maitreya ha pubblicato nel 2008 Nigor Mortis, che ha seguito lo stesso processo evolutivo di Angels & Vampires. L'album è stato prima pubblicato in capitoli durante le registrazioni, per poi uscire nella versione masterizzata a fine 2008 ed essere disponibile in CD ed Mp3 al link del suo sito web. Sempre nel 2008 tre delle sue hit sono state colonna sonora del film Molto incinta, diretto da Judd Apatow.
A marzo 2011 è uscito l'album The Sphinx; nello stesso mese verranno pubblicati la versione strumentale di The Sphinx e il nuovo album Live dell'artista relativo ai concerti 2010 del Post Millennium Rock: Confessions of a Zooathaholic.
Nel marzo 2013 è uscito Return To Zooathalon, nel 2015 il doppio album The Rise Of The Zugebrian Time Lords. Il 2017 ha segnato l'uscita di un lavoro monumentale: Prometheus & Pandora, 53 brani divisi in 3 volumi, l'artista ha dichiarato che questo album è diventato così importante ed imponente perché tramite la musica ha elaborato il lutto per la perdita dei suoi grandi amici ed idoli, David Bowie, Prince, George Michael, Tom Petty.
A dicembre 2020 è uscito un nuovo album dal vivo Some Sake In Osaka, frutto del tour in Giappone con la sua storica band americana.
Il 15 marzo 2021 è uscito il 12º studio album Pandora's PlayHouse che include 3 collaborazioni, la canzone Reflecting Light, composta con il duo australiano The Avalanches, Time Is On My Side con Irene Grandi e la traccia che apre il disco Pandora's Plight con Antonio Faraò.
Nel luglio 2022 Sony UK pubblica la versione spatial audio e rimasterizzata del suo primo album, modificandone il titolo in "Introducing The Hardline According To..." ed il nome dell’artista in Sananda Maitreya.
L'intera discografia che vedeva il nome artistico Terence Trent D'Arby è stata rinominata con il nome Sananda Maitreya nel 2021 a dimostrazione del grande affetto che il pubblico nutre per questo artista.
Nel 2023 è uscito un documentario "Welcome To The MadHouse: The Costa Rica Sessions" che ha vinto 2 premi a festival internazionali, quali il Kiez Berlin Festival, l'International Gold Awards e due menzioni speciali al Los Angeles Core Independent Film Festival e all'International Documentary Film Festival. Un album dal vivo omonimo contenente la colonna sonora del documentario, intitolato "Welcome To The MadHouse" è uscito nel Gennaio 2023.

## Vita privata
Residente a Milano è sposato con Francesca Francone, architetto e presentatrice TV, con la quale ha due figli.

## Discografia parziale

### Come Terence Trent D'Arby
- Introducing the Hardline According to Terence Trent D'Arby (1987, CBS)
- Neither Fish nor Flesh (1989, CBS)
- Symphony or Damn (1993, CBS)
- Vibrator (1995, CBS)
- Greatest Hits (2002)
- Collections (2006)

### Come Terence Trent D'Arby / Sananda Maitreya
- Wildcard (2001)

### Come Sananda Maitreya
- Wildcard – The Jokers' Edition (2002)
- Angels & Vampires - Volume I (2005)
- Angels & Vampires - Volume II (2006)
- Nigor Mortis (2009)
- The Sphinx (2011)
- Return to Zooathalon (2013)
- The Rise Of The Zugebrian Time Lords (2015)
- Prometheus & Pandora (2017)
- Pandora's PlayHouse (2021)